# Frances Nisbet
Pour les articles homonymes, voir Nisbet.

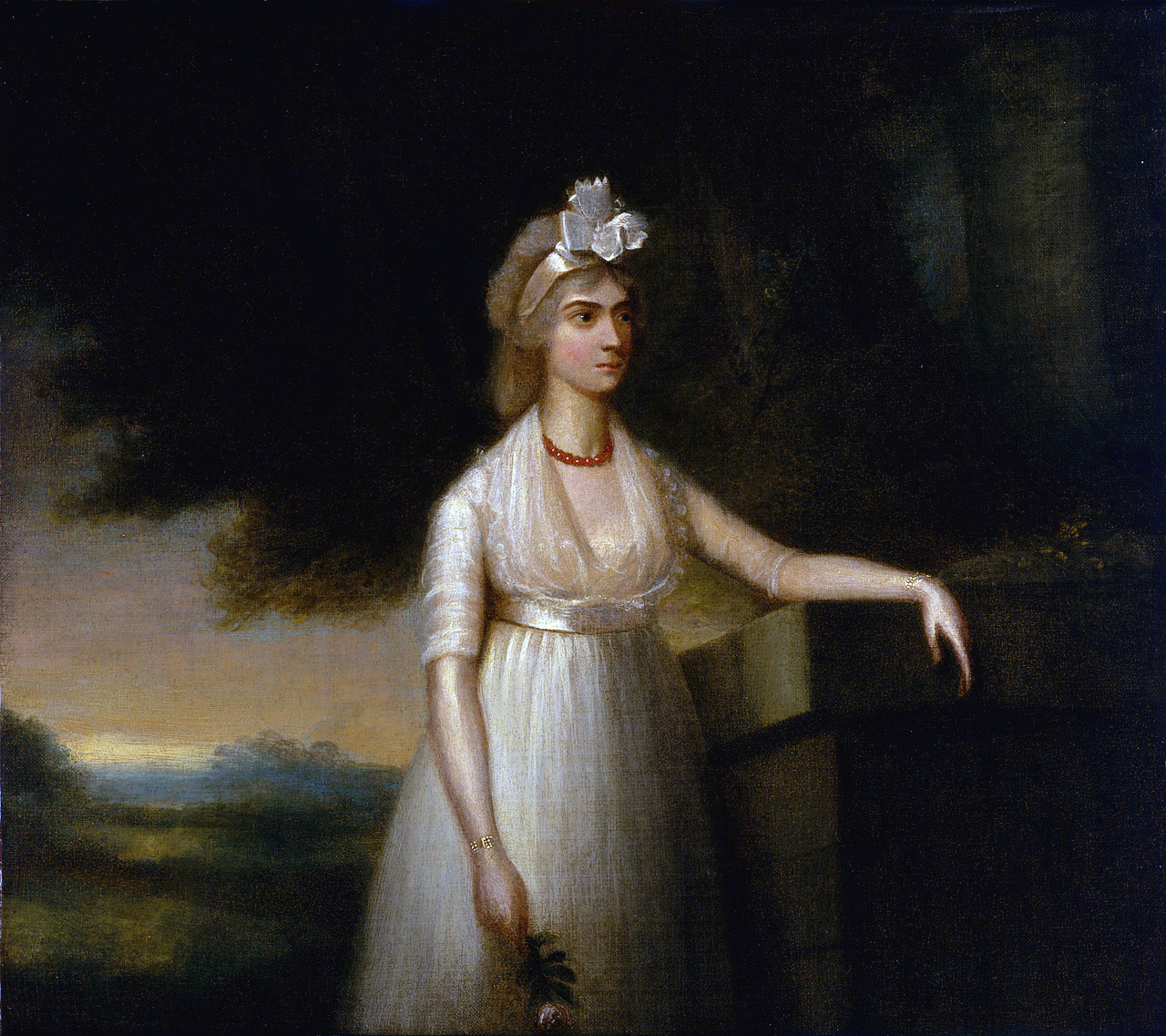
Frances Nisbet dit Fanny

Frances « Fanny » Nisbet, Lady Nelson, (1761—1831) est la femme de l'amiral Horatio Nelson.
Lorsque Horatio est en service sur Niévès vers 1787, il rencontre Frances, une veuve qui a déjà un fils de cinq ans nommé Josiah. Ils se marient peu après.
Bien que l'histoire entre Nelson et Emma Hamilton soit la plus notoire, c'est en fait un adultère.
Fanny se révèle être une amie fidèle du père d'Horatio.